# Univerzita Bayreuth
Univerzita Bayreuth (německy: Universität Bayreuth, zkratka UTB) je státní univerzita, nacházející se v bavorském Bayreuthu. Byla založena v roce 1972. Zřizovatelem je stát Bavorsko. V současnosti sestává z šesti fakult.

## Fakulty
- Fakulta matematiky, fyziky a informatiky
- Fakulta biologie, chemie a věd o zemi
- Právnicko-ekonomická fakulta
- Fakulta jazyků a literatur
- Kulturněvědní fakulta
- Fakulta inženýrství